# پوسیدگی ساقه برنج
پوسیدگی ساقه برنج (نام علمی: Magnaporthe salvinii) نام یک گونه از subdivision قارچ‌های فنجانی است.